# Aphanistes bellicosus
Aphanistes bellicosus là một loài tò vò trong họ Ichneumonidae.